# Only You (2018)
Only You is een Britse film uit 2018 geregisseerd door Harry Wootliff.

## Verhaal
De 35-jarige Elena en de 26-jarige Jake uit Glasgow bevinden zich door het leeftijdsverschil in verschillende fases van hun leven. Als ze samen tussen Oud en Nieuw een taxi instappen worden ze op slag verliefd. Elena's vriendenkring heeft het vooral over baby's, trouwen en carrières en Jake staat aan het begin van zijn leven, studeert en lijkt de relatie in gestruikeld te zijn. Maar toch zijn er nog redenen waardoor de relatie in stand blijft.

## Rolbezetting
| Acteur         | Personage    |
| -------------- | ------------ |
| Laia Costa     | Elena Aldana |
| Josh O'Connor  | Jake         |
| Peter Wight    | Andrew       |
| Lisa McGrillis | Carly        |
| Stuart Martin  | Shane        |